# 倾心一抹笑
《倾心一抹笑》是以四格漫畫形式創作的日本漫畫。於芳文社漫畫雜誌《Manga Time Kirara Carat》2011年4月號至6月號客串連載，後來於2011年9月號至2016年10月號正式連載。故事主要描述高中生蒼葉宗馬和他的青梅竹馬筱華真由進入同一所高中後的生活。

## 登場人物
配音員來自遊戲《閃耀幻想曲》。
筱華真由（聲：芝崎典子）
宗馬的青梅竹馬。中學時留著長髮。
蒼葉宗馬
真由的青梅竹馬。
虎道環（聲：河瀨茉希）
真由和宗馬的同學。
叢園寺觀久（聲：丸岡和佳奈）
真由和宗馬高中一年級同學。學校的年級委員長。戴眼鏡是因為要塑造委員長的樣子。
上山景祐
真由和宗馬的同學。

## 出版書籍
| 冊數 | 芳文社        | 芳文社                 |
| 冊數 | 發售日期      | ISBN                   |
| ---- | ------------- | ---------------------- |
| 1    | 2012年9月27日 | ISBN 978-4-8322-4201-2 |
| 2    | 2013年5月27日 | ISBN 978-4-8322-4303-3 |
| 3    | 2014年5月27日 | ISBN 978-4-8322-4446-7 |
| 4    | 2015年7月27日 | ISBN 978-4-8322-4594-5 |
| 5    | 2016年9月27日 | ISBN 978-4-8322-4746-8 |

## 外部連結
- ぱわーおぶすまいる。 （页面存档备份，存于）（日語）